# Тереклы (озеро)
Тереклы́ или Солёное, также Тереклы-Конрадское (укр. Терекли, крымскотат. Terekli, Терекли) — пересыхающее солёное озеро, расположенное на западе Сакского района; 6-е по площади озеро Сакского района. Площадь — 1,9 км². Тип общей минерализации — солёное. Происхождение — лиманное. Группа гидрологического режима — бессточное.

## География
Входит в Евпаторийскую группу озёр. Длина — 2,0 км, ширина наибольшая — 0,8 км. Глубина средняя — 0,85 м, наибольшая — 1,55 м или 0,45 м. Высота над уровнем моря: м. Ближайший населённый пункт — село Молочное, расположенное севернее озера.
Тереклы отделено от Чёрного моря перешейком по которому проходит дорога без твёрдого покрытия. Озёрная котловина водоёма неправильной округлой удлинённой формы, вытянутая с запада на восток. Берега пологие. Реки не впадают, на северо-востоке впадает сухоречье. Западнее озера в непосредственной близости расположено Круглое озеро, восточнее — Конрад между которыми проходит дорога с твердым покрытием в село Молочное.
На дне залегает толща донных отложений: илистые чёрные в верхнем слое, затем серые и стально-серые, иногда с голубоватым оттенком. Высшая водная растительность развивается успешно лишь в опреснённых верховьях озёр и у выходов маломинирализованных подземных вод. Озеро зарастает водной растительностью преимущественно на опреснённых участках — в лагунах у пересыпей, в устьях впадающих балок, в зоне выходов подземных вод. Тут интенсивно развиваются различные водоросли, вплоть до цветения воды. В некоторые годы водоросли придают летом озёрной рапе красноватый или зеленоватый оттенок.
Среднегодовое количество осадков — около 400 мм. Питание: смешанное — поверхностные и подземные воды Причерноморского артезианского бассейна, морские фильтрационные воды.

## История

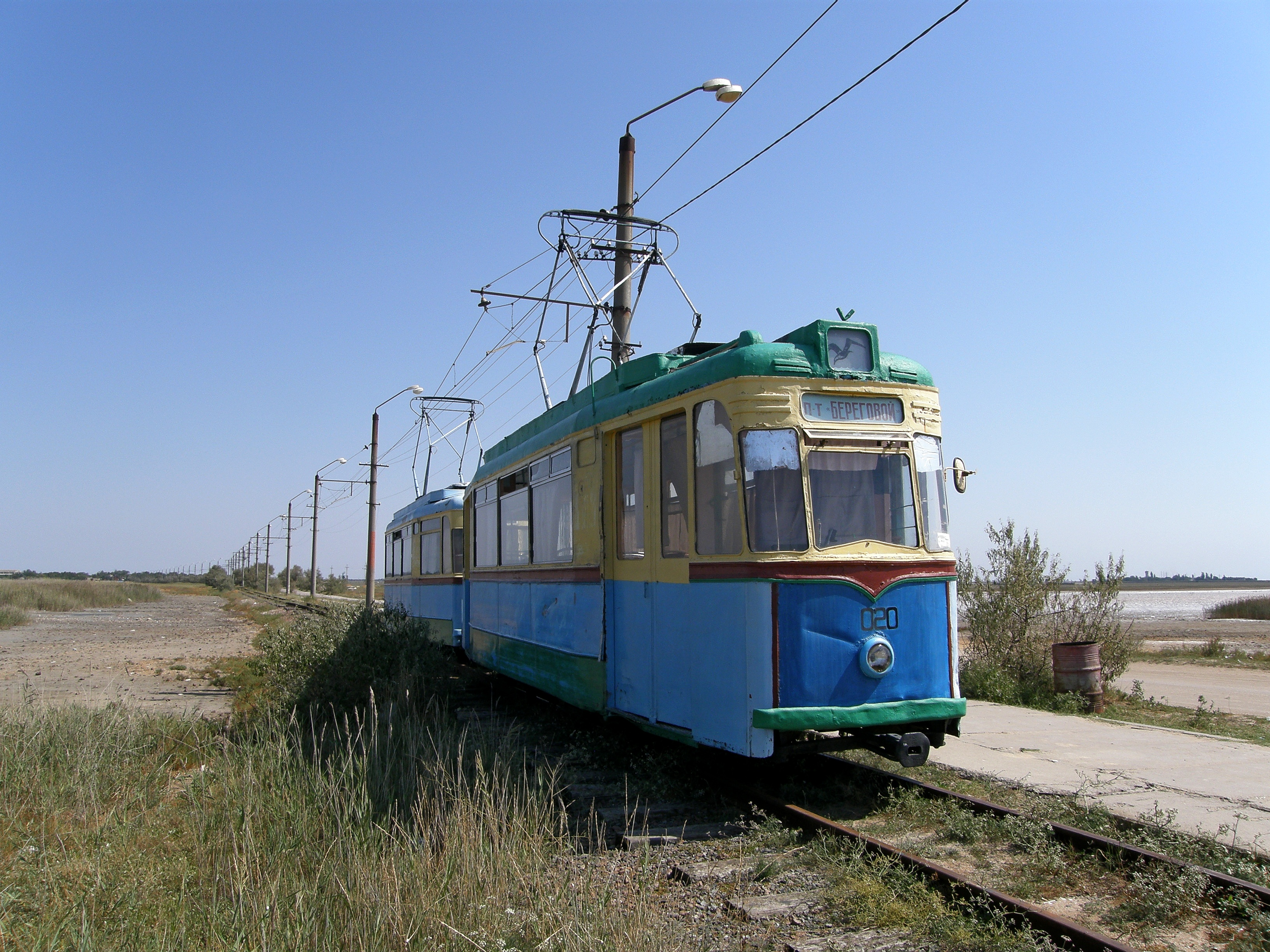
Трамвайная система пансионата Береговой (в настоящее время не действует). Справа — озеро Конрад, слева — озеро Солёное

По берегу озера проходит трамвайная система построенная силами Коростенского отделения Юго-Западной железной дороги, которая соединяла пансионат «Береговой» и село Молочное в полутора километрах от моря с пляжами на пересыпи озера Конрад и озера Солёное. Система была открыта 18 августа 1989 года. Трамвай окончательно прекратил работу летом 2016 года.

## Хозяйственное значения
Грязи (иловые сульфидные приморского типа) озера в результате хозяйственной деятельности утратили лечебное назначение.